# Lázadó Szövetség

„Minél jobban szorítják össze a markukat, annál többen csúsznak ki a kezeik közül”

– Leia Organa, Tarkin kormányzónak

A Lázadó Szövetség a kitalált Csillagok háborúja univerzumban egy olyan, kezdetben és részben civil jellegű, később katonai erőt is alkalmazó csoport, amely megpróbált ellenszegülni a gonosz Galaktikus Birodalomnak. A Szövetség teljes (illetve, valódi) neve: Galaktikus Szövetség a Köztársaság Visszaállításáért. A szövetség sok tagja úgy gondolta, hogy Palpatine, a Birodalom Uralkodója, aki korábban a Galaktikus Köztársaság vezetője volt, illegitim módon törölte el a Köztársaságot, ezért ők nem „felkelők” és „lázadó csőcselék”, hanem a Galaxis vezetésére hivatott törvényes mozgalom. A „lázadó” megjelölést inkább (bár nem kizárólag) a birodalmiak használták. De a rövidség kedvéért maguk a lázadók is alkalmazták a „felkelés”, „lázadás”, és a „Szövetség” megjelölést a mozgalomra.
A Szövetség megalapítása körül keletkezett és az alapítással kapcsolatos fontosabb iratok: a Kétezrek Petíciója, a Kiáltvány a Lázadásról, a Koréliai Egyezmény.

## Története
Pontos dátumok nincsenek a Szövetség megalakulásáról, de annyi bizonyos, hogy valamikor a Galaktikus polgárháború idején alakult meg, amikor Palpatine Legfelsőbb Kancellár a Galaktikus Köztársaságot birodalommá alakította, és magát császárnak kiáltotta ki.

### A Kétezrek
A felkelőmozgalom a Kétezreknek, illetve Kétezrek Küldöttségének nevezett szervezetből fejlődött ki. Palpatine, a Galaktikus Köztársaság kormányfőjének egyre növekvő hatalma, és a klónháborúknak is nevezett galaktikus polgárháború ürügyén meghosszabbított rendkívüli jogai nemcsak a Jediket nyugtalanították, de számos szenátort is. Mon Mothma, Chandrila szenátornője; Bail Organa, az Alderaan szenátora, Bana Breemu, a Humbarrine űrszektor szenátornője, Giddean Danu, a Kuat szektor szenátora, Chi Eekway Papanoida, a Pantora szenátornője, és még négy-öt szenátor elhatározta, hogy megpróbálják Palpatine-t békés úton rákényszeríteni a hatalma csökkentésére. Informális megbeszéléseket szerveztek, melyeken több szenátort megpróbáltak megnyerni maguknak, mint pl. Padmé Amidalát. Hamarosan létrejött egy (volt loyalistákból álló) támogatói kör körülöttük, mintegy kétezer taggal. Ők voltak a Kétezrek. A Kétezreket nemcsak a rendkívüli diktátori jogok nyugtalanították, de az is, hogy Palpatine a szektorok irányítását a szenátus helyett egyre inkább az általa kinevezett kormányzók, a moffok kezébe adta. A Kétezrek nem tevékenykedtek teljes titokban, de nem is igyekeztek feltűnést kelteni, például a Jediket sem vonták be a szervezkedésükbe, ugyanis féltek, hogy konzervatív módon esetleg Palpatine mellé állnak a politikai konfliktusban.
Palpatine ekkor még nem mert nyílt konfrontációba bocsátkozni velük, de Birodalma kikiáltása után árulónak nyilvánította a kör tagjait, ami egyenértékű volt a halálos ítélettel. Sokukat bebörtönözték vagy megölték, illetve illegalitásba kényszerítették.

### A Szövetség katonai szervezetté fejlődése
A katonai lázadás a ghormani mészárlással kezdődött, amikor Wilhuff Tarkin tábornok,  szándékosan nem vette figyelembe a Ghorman bolygó űrkikötőjének leszállópályáin az önkényesen létrehozott új adórendszer ellen tüntető tömeget, leszállt az űrhajójával, és sokakat közülük megölt vagy megsebesített.
Mon Mothma és Bail Organa szenátorok számára nyilvánvalóvá lett, hogy a Birodalom semmibe veszi az alattvalók jogait, és minden békés ellenállás hiábavaló. A két szenátor segítségével egy földalatti szervezet jött létre, amely a Császár megbuktatását tűzte ki céljául. Az említettek mellett fontos alapítói voltak Garm Bel Iblis, illetve – a kiterjesztett univerzumban – Galen Marek. Az egykori ellenfelek, a szeparatisták közül is sokan csatlakoztak hozzájuk.
Mikor készen álltak a harcra, nyilvánvalóvá vált, hogy a világ is meg kell ismerje őket. Mon Mothma kiadott egy kiáltványt a Szövetség céljairól. Ekkor a Birodalom nyíltan ellenük fordult, de néhány szövetségese titokban a lázadókhoz csatlakozott.

### Az első sikerek
A kémhálózatának köszönhetően, a Szövetség nyomára akadt a Halálcsillag építésének. Leia hercegnőnek sikerült megszereznie a titkos tervrajzokat, de Darth Vader felfedezte és elfogta Leiát. Luke Skywalkernek és barátainak sikerül kiszabadítania a hercegnőt, és eljuttatni a terveket a Lázadó Szövetség főhadiszállására. Ezáltal sikerült elpusztítani a Halálcsillagot a yavini csatában, de ugyanakkor megnyerték maguknak Luke-ot is, az egyetlen olyan embert közülük, aki az Erő használatában volt járatos.

### A sorsdöntő harc az Endor rendszerben
A Szövetségnek nagy visszaesést jelentett, amikor a Hoth bolygón levő bázisukat a Darth Vader által vezetett haderő elpusztította, de később, az endori csatában sikerült felrobbantaniuk a második Halálcsillagot, és ugyanakkor elesett a Császár és Darth Vader (Anakin Skywalker) is.

### Az Új Köztársaság
Hat hónappal a császár halála után Mon Mothma végre kijelenthette, hogy a lázadásnak vége, és kikiáltotta az Új Köztársaság létrejöttét. Mon Mothma lett a Legfelsőbb Kancellár a megújított Galaktikus Szenátusban. A történet innentől kezdve már nem kapcsolódik az eredeti filmekhez, egy meglehetősen széles körben elfogadott folytatása Tymothy Zahn sci-fi regényíró nevéhez fűződik, aki a Birodalom örökösei c. regényben és az azt követő pár kötetben felvázolt egy lehetséges folytatást a Csillagok háborúja filmek számára.
A Disney által készített mozifilm-sequelek szerint a Felkelők Szövetsége sikeresen visszaállítja a Galaktikus Köztársaságot, ezáltal a Yavini csatával lényegében okafogyottá válik és megszűnik, az Új Köztársaság az Első Rend nevű Birodalom-utódszervezet kihívásával kerül szembe, így Leia Organa és mások vezetésével megalakul a Felkelés utódszervezete, az Ellenállás. Az Első Renddel és az azt titokban létrehozó, a halálból visszatért Uralkodójával, Palpatine-nel azonban nem ez a szervezet, hanem annak legfelsőbb vezetője, Kylo Ren (eredeti nevén Ben Solo, Han Solo fia) és Rey Skywalker (Luke Skywalker tanítványa és fogadott lánya) végeznek, feltételezhetően - bizonyosat   mondani a jövendő, mindenkori forgatókönyvírók szándékainak kiismerhetetlensége miatt felelőtlenség lenne - immár végleg.

## A Lázadó Szövetség vezetői[4]
| Név                            | Tisztség                                                             | Leírás |                            |                            |                            |                            |
| A Szövetség felső vezetése     | A Szövetség felső vezetése                                           | A Szövetség felső vezetése | A Szövetség felső vezetése | A Szövetség felső vezetése | A Szövetség felső vezetése | A Szövetség felső vezetése |
| ------------------------------ | -------------------------------------------------------------------- | --- | -------------------------- | -------------------------- | -------------------------- | -------------------------- |
| Mon Mothma                     | Legfelsőbb vezető (Chief of State) Főparancsnok (Commander-in-Chief) | A Köztársaság szenátora, a Szövetség legfelsőbb vezetője és katonai Főparancsnoka. Az Új Köztársaság első Főkancellárja                                      |                            |                            |                            |                            |
| Ackbar admirális               | katonai Főparancsnok, flottaadmirális                                | Mon Calamari fajba tartozó lázadó parancsnok, a Szövetség katonai Főparancsnoka és a Szövetségi Űrflotta és az Ellenállás flottaadmirálisa                   |                            |                            |                            |                            |
| Leia Organa                    | helyettes vezető (Minister of State)                                 | A Szövetség helyettes vezetője, majd legfelsőbb vezetője. Az Alderaan hercegnője, Anakin Skywalker gyermeke, az Ellenállás vezetője                          |                            |                            |                            |                            |
| Raddus                         | admirális                                                            | Admirális, a scarifi csatáig a teljes Lázadó Flotta parancsnoka                                                                                              |                            |                            |                            |                            |
| Luke Skywalker                 | katonai parancsnok és jedi lovag                                     | Anakin Skywalker fia, az Új Jedi Rend megalapítója, Leia ikertestvére                                                                                        |                            |                            |                            |                            |
| Fontosabb katonai parancsnokok |                                                                      | |                            |                            |                            |                            |
| Ben Kenobi                     | tábornok                                                             | A Klónháborúk alatt Jedi tábornok, nem hivatalos minőségben a Leia Organa kiszabadítását vezérlő akció vezetője. Végül a Halálcsillagon Darth Vader megölte. |                            |                            |                            |                            |
| Han Solo                       | tábornok                                                             | Csempész, Leia férje, az endori küldetés lázadó parancsnoka                                                                                                  |                            |                            |                            |                            |
| Hera Syndulla                  | tábornok                                                             | A Főnix osztag és a Gamma csoport parancsnoka |                            |                            |                            |                            |
| Lando Calrissian               | tábornok                                                             | az endori csata során a vadászflotta operatív vezére |                            |                            |                            |                            |
| Crix Madine                    | tábornok                                                             | a Szövetségi Különleges Alakulatok vezetője |                            |                            |                            |                            |
| Wedge Antilles                 | repülőszázados                                                       | a Zsivány elit Pilótaszázad tagja, a Vörös Század vezetője az endori csatában                                                                                |                            |                            |                            |                            |
| Jan Dodonna                    | tábornok                                                             | a yavin-4-i Massassi Állomás nevű bázis parancsnoka, a Massassi Csoport parancsnoka                                                                          |                            |                            |                            |                            |
| Carlist Rieekan                | tábornok                                                             | a hothi Echo Bázis parancsnoka |                            |                            |                            |                            |
| Bob Hudsol                     | tábornok                                                             | Bothan Kémhálózat kapcsolat-koordinátor |                            |                            |                            |                            |
| Airen Cracken                  | tábornok                                                             | a szövetségi hírszerzés vezetője |                            |                            |                            |                            |
| Wallex Blissex                 | tábornok                                                             | a vadászgéptervező részleg műszaki vezetője |                            |                            |                            |                            |
| Davits Draven                  | tábornok                                                             | A Szövetségi Hírszerzés parancsnoka |                            |                            |                            |                            |
| Antoc Merrick                  | tábornok                                                             | A Kék osztag parancsnoka |                            |                            |                            |                            |
| Dustil Forell                  | tábornok                                                             | A Szövetségi Főparancsnokság Támogatási Szolgáltatásaiért felel                                                                                              |                            |                            |                            |                            |
| Vasp Vaspar                    | szenátor                                                             | A Szövetségi Főparancsnokság tagja, a Taldot-szektort képviseli                                                                                              |                            |                            |                            |                            |
| Tynnra Pamlo                   | szenátor                                                             | A Szövetség oktatási minisztere |                            |                            |                            |                            |
| Pitt Onoran                    | tábornok                                                             | A Szövetségi Főparancsnokság tagja |                            |                            |                            |                            |
| Nower Jebel                    | szenátor                                                             | A Szövetség pénzügyminisztere, a Főparancsnokság tagja |                            |                            |                            |                            |